# Csoportos csevegés (televíziós sorozat)
A Csoportos csevegés (eredeti cím: Group Chat) 2020-as amerikai reality sorozat.
A reality főszereplői Annie LeBlanc, Jayden Bartels és Brent Rivera.
Amerikában 2020. május 23-án volt látható a Nickelodeon-on. Magyarországon a TeenNick mutatta be 2021. július 17-én.

## Cselekmény
A műsorban Annie LeBlanc és Jayden Bartels  vezetésével beszélgetnek online-n ismert emberekkel a koronavírus járvány alatt.

## Szereplők
| Színész                    | Magyar hang         |
| -------------------------- | ------------------- |
| Annie LeBlanc              | Ruszkai Szonja      |
| Jayden Bartels             | Szűcs Anna Viola    |
| Brent Rivera               | Czető Ádám          |
| Hayley LeBlanc             | Nagy Mira           |
| Johnny Orlando             | Nagy Gereben        |
| Anna Cathcart              | Engel-Iván Lili     |
| Havan Flores               | Engel-Iván Lili     |
| Peyton List                | Pekár Adrienn       |
| Paris Berelc               | Pekár Adrienn       |
| Baby Ariel                 | Gulás Fanni         |
| Gabrielle Nevaeh Green     | Lamboni Anna        |
| Alex Wassabi               | Penke Bence         |
| Ben Simmons                | N/A                 |
| Sofia Carson               | Kardos Eszter       |
| Wolfgang Novogratz         | Fehér Tibor         |
| Joel Courtney              | Miller Dávid        |
| Joey King                  | Boldog Emese        |
| Maisie Richardson-Sellers  | Kelemen Kata        |
| Taylor Zakhar Perez        | Czető Roland        |
| Terrence Little Gardenhigh | Égner Milán         |
| Iain Armitage              | Gergely Attila      |
| Miles Brown                | N/A                 |
| Kristen Bell               | Vadász Bea          |
| Tony Hawk                  | N/A                 |
| Sky Brown                  | N/A                 |
| That Girl Lay Lay          | Romet Alíz          |
| Young Dylan                | Pap-Horváth Levente |
| Asher Angel                | Nikas Dániel        |
| Sky Katz                   | Károlyi Lilla Márta |
| Lexi Rivera                | N/A                 |
| Ben Azelart                | N/A                 |
| Kate Godfrey               | N/A                 |
| Nathan Janak               | N/A                 |
| Miya Cech                  | N/A                 |
| Bryce Gheisar              | N/A                 |
| Ben Daon                   | N/A                 |
| Lilimar Hernandez          | Laudon Andrea       |
| Adam Sandler               | Csőre Gábor         |

- További magyar hangok:

- Ács Balázs – Lármás Lincoln
- Gyarmati Laura – Piper Hart
- Lamboni Anna – Lármás Leni
- Nagy Katica – Lármás Lucy
- Pál Dániel Máté – Henry Hart
- Pál Tamás – Hőskapitány
- Pekár Adrienn – Lármás Lori
- Solecki Janka – ifj. Lármás Lynn

### Magyar változat
- Bemondó: Schmidt Andrea
- Magyar szöveg: Szerepi Hella
- Hangmérnök és Vágó: Császár Bíró Szabolcs
- Gyártásvezető: Bogdán Anikó
- Szinkronrendező: Faragó József
- Produkciós vezető: Koleszár Emőke

A szinkront az SDI Media Hungary készítette.

## Epizódok

### Évados áttekintés
| Évad | Évad | Epizód | Eredeti sugárzás    | Eredeti sugárzás  | Eredeti adó        | Magyar sugárzás  | Magyar sugárzás    | Magyar adó |
| Évad | Évad | Epizód | Évadpremier         | Évadfinálé        | Eredeti adó        | Évadpremier      | Évadfinálé         | Magyar adó |
| ---- | ---- | ------ | ------------------- | ----------------- | ------------------ | ---------------- | ------------------ | ---------- |
|      | 1    | 6      | 2020. május 23.     | 2020. június 27.  |                    | 2021. július 17. | 2021. augusztus 1. |            |
|      | 2    | 9      | 2020. szeptember 5. | 2020. október 31. | 2021. augusztus 7. | N/A              |                    |            |

### 1. évad (2020)
| #                                         | #                                         | Eredeti cím                               | Magyar cím                                | Eredeti premier                           | Magyar premier                            |
| Csoportos csevegés Annie-vel és Jaydennel | Csoportos csevegés Annie-vel és Jaydennel | Csoportos csevegés Annie-vel és Jaydennel | Csoportos csevegés Annie-vel és Jaydennel | Csoportos csevegés Annie-vel és Jaydennel | Csoportos csevegés Annie-vel és Jaydennel |
| ----------------------------------------- | ----------------------------------------- | ----------------------------------------- | ----------------------------------------- | ----------------------------------------- | ----------------------------------------- |
| 1.                                        | 1.                                        | Brush Your Teeth With Mayo                |                                           | 2020. május 23.                           | 2021. július 17.                          |
| 2.                                        | 2.                                        | Slime Into Your DMs                       | Üzenetkavalkád                            | 2020. május 23.                           | 2021. július 18.                          |
| 3.                                        | 3.                                        | There's A Cockroach In My Room            | Csótány van a szobámban!                  | 2020. június 6.                           | 2021. július 24.                          |
| 4.                                        | 4.                                        | Sailing Sausages                          | Repülő kolbászkák                         | 2020. június 13.                          | 2021. július 25.                          |
| 5.                                        | 5.                                        | Confetti Clean Up                         | Konfetti koktél                           | 2020. június 20.                          | 2021. július 31.                          |
| 6.                                        | 6.                                        | Would You Rather Kiss                     | Melyiket csókolnád inkább?                | 2020. június 27.                          | 2021. augusztus 1.                        |

### 2. évad (2020)
| #                                                               | #                                                               | Eredeti cím                                                     | Magyar cím                                                      | Eredeti premier                                                 | Magyar premier                                                  |
| Csoportos csevegés Jaydennel és Brenttel (1–6, 9)               | Csoportos csevegés Jaydennel és Brenttel (1–6, 9)               | Csoportos csevegés Jaydennel és Brenttel (1–6, 9)               | Csoportos csevegés Jaydennel és Brenttel (1–6, 9)               | Csoportos csevegés Jaydennel és Brenttel (1–6, 9)               | Csoportos csevegés Jaydennel és Brenttel (1–6, 9)               |
| Csoportos csevegés Young Dylannel és That Girl Lay Layyel (7–8) | Csoportos csevegés Young Dylannel és That Girl Lay Layyel (7–8) | Csoportos csevegés Young Dylannel és That Girl Lay Layyel (7–8) | Csoportos csevegés Young Dylannel és That Girl Lay Layyel (7–8) | Csoportos csevegés Young Dylannel és That Girl Lay Layyel (7–8) | Csoportos csevegés Young Dylannel és That Girl Lay Layyel (7–8) |
| --------------------------------------------------------------- | --------------------------------------------------------------- | --------------------------------------------------------------- | --------------------------------------------------------------- | --------------------------------------------------------------- | --------------------------------------------------------------- |
| 7.                                                              | 1.                                                              | Sleepover – Duck Duck Poop                                      |                                                                 | 2020. szeptember 5.                                             | 2021. augusztus 7.                                              |
| 8.                                                              | 2.                                                              | Group Chat Unleashed – Party Pooper Prank                       |                                                                 | 2020. szeptember 12.                                            | 2021. augusztus 8.                                              |
| 9.                                                              | 3.                                                              | Getting Physical – Tarantula Treats & A Sports Drink Shower     |                                                                 | 2020. szeptember 19.                                            | 2021. augusztus 14.                                             |
| 10.                                                             | 4.                                                              | Party Time – Wrap Battle                                        |                                                                 | 2020. szeptember 26.                                            | 2021. augusztus 15.                                             |
| 11.                                                             | 5.                                                              | Dance Dance Fart                                                |                                                                 | 2020. október 3.                                                | 2021. augusztus 21.                                             |
| 12.                                                             | 6.                                                              | BFFs – Spill The Slime Tea                                      |                                                                 | 2020. október 10.                                               | 2021. augusztus 22.                                             |
| 13.                                                             | 7.                                                              | The Takeover Part 1: Donut-Filled Surprise                      |                                                                 | 2020. október 17.                                               |                                                                 |
| 14.                                                             | 8.                                                              | The Takeover Part 2: Tater Tot Toss                             |                                                                 | 2020. október 24.                                               |                                                                 |
| 15.                                                             | 9.                                                              | Halloween – Sliming For Apples                                  |                                                                 | 2020. október 31.                                               | 2021. augusztus 28.                                             |

## Gyártás
2020. május 6-án bejelentették, hogy Csoportos csevegés címmel csinálnak műsort, Annie LeBlanc és Jayden Bartels vezetésével. A műsor online forgott, a bemutatója 2020. május 23-án volt.
2020. augusztus 27-én berendelték a második évadot. A bemutatója 2020. szeptember 5-én volt.